# Archipiélago de Alor
El Archipiélago de Alor es un conjunto de islas al este de las Islas menores de la Sonda, un gran arco insular en Indonesia.
La mayor isla del archipiélago es Alor, en el extremo oriental. Otras islas son Pantar, Kepa, Buaya, Ternate, Pura y Tereweng. Políticamente, el archipiélago forma su propia kabupaten en la provincia de Sonda Oriental. La población estimada en 2005 era de 174 616 habitantes. Está dividido en nueve distritos.
Al este está el Estrecho de Ombai, que separa el archipiélago de Alor de las islas de Wetar (Indonesia) y Atauro (Timor Oriental). Al sur está el estrecho de Alor y más allá la parte occidental de Timor. Al norte está el Mar de Banda y al oeste el resto de las islas menores de la Sonda.
En el archipiélago de Alor se hablan las lenguas Alor-Pantar.